# Clitocybe infundibuliformis
Clitocybe infundibuliformis är en svampart som först beskrevs av Jakob Christan Schaeffer, och fick sitt nu gällande namn av Lucien Quélet 1872. Clitocybe infundibuliformis ingår i släktet Clitocybe och familjen Tricholomataceae.   Inga underarter finns listade i Catalogue of Life.